# Bocula macoma
Bocula macoma là một loài bướm đêm trong họ Noctuidae.